# Арголида
Арголи́да, Арголи́с (греч. Αργολίδα, МФА: [arɣɔˈliða]; др.-греч. Ἀργολίς) — один из номов административного округа Пелопоннес, на северо-востоке полуострова. Столица нома — город Нафплион.

## География
В древности Арголида — область с центром в городе Аргос.
Территория Арголиды образована обширной долиной, где расположены Аргос, Микены, Тиринф, и сильно выдающимся в Эгейское море полуостровом Акте. К северо-востоку от этого полуострова — залив Сароникос, на берегу которого располагались города Трезен и Эпидавр. На юго-запад от полуострова — Арголический залив, в глубине которого — город Навплия и на небольшом удалении от моря — Аргос.
На юге от Арголиды — основной противник Спарта, от которой Арголида отделена небольшой областью, предметом постоянных споров — Кинурией. На Запад от Арголиды — центральная часть Пелопоннеса — Аркадия.

## История
Первые поселения в этом регионе существовали уже в период неолита, во время бронзового века он являлся самым густонаселённым и развитым районом Греции. Здесь находились города Микены и Тиринф. Уже в микенскую эпоху главным городом Арголиды стал Аргос, названный, согласно легенде, по имени мифологического героя Аргоса, сына Зевса и Ниобы. С этими городами связаны легендарные герои поэм Гомера. Сын Атрея Агамемнон — царствовал в Микенах. У Гомера и некоторых более поздних древнегреческих авторов Аргос обозначал всю Грецию или весь Пелопоннес, «аргивянами» назывались не только жители Аргоса, но и греки вообще.
Нашествие дорийцев разрушило эти города и в историческую эпоху они уже лежали в руинах. С этих пор центром области стал Аргос. К северу от Арголиды лежали области Коринфа и Сикиона.
Аргос, достигший наибольшего политического могущества при тиране Федоне (VII век до н. э.), в течение многих веков соперничал со Спартой за господство в регионе. С 229 году до н. э. он вошел в Ахейский союз, в 147 год до н. э. оказал упорное сопротивление римлянам, но в итоге был включен в состав Римской державы. В 267 и 395 годах город был опустошен готами. В византийскую эпоху возросла роль На́вплии (позднее Нафплион), ставшей одним из важнейших портовых городов Греции. В период венецианского владычества здесь была построена крепость (1711—1714), сохранившаяся до настоящего времени.